# Функции Ганкеля
Фу́нкции Ха́нкеля (Га́нкеля) (функции Бесселя третьего рода) — линейные комбинации функций Бесселя первого и второго рода, а следовательно, решения уравнения Бесселя. Названы в честь немецкого математика Германа Ханкеля.
{\displaystyle H_{\nu }^{(1)}(z)=J_{\nu }(z)+iY_{\nu }(z)} — функция Ханкеля первого рода;
{\displaystyle H_{\nu }^{(2)}(z)=J_{\nu }(z)-iY_{\nu }(z)} — функция Ханкеля второго рода.
Функции Ханкеля с индексом 0 являются фундаментальными решениями уравнения Гельмгольца.

## Свойства
- Представление функциями Бесселя первого рода:

{\displaystyle H_{\nu }^{(1)}(z)={\frac {J_{-\nu }(z)-e^{-\nu \pi i}J_{\nu }(z)}{i\sin(\nu \pi )}}}
{\displaystyle H_{\nu }^{(2)}(z)={\frac {J_{-\nu }(z)-e^{\nu \pi i}J_{\nu }(z)}{-i\sin(\nu \pi )}}}
- Определитель Вронского:

{\displaystyle W\left[H_{\nu }^{(1)}(z),H_{\nu }^{(2)}(z)\right]=-{\frac {4i}{\pi z}}}
- Симметрия по индексу:

{\displaystyle H_{-\nu }^{(1)}(z)=e^{\nu \pi i}H_{\nu }^{(1)}(z)}
{\displaystyle H_{-\nu }^{(2)}(z)=e^{-\nu \pi i}H_{\nu }^{(2)}(z)}
- Асимптотические представления:

{\displaystyle H_{-\nu }^{(1)}(z)\sim {\sqrt {\frac {2}{\pi z}}}e^{{\frac {i}{4}}(4z-2\pi \nu -\pi )}}, если {\displaystyle |z|\to \infty ,-\pi <\arg z<2\pi }; 
{\displaystyle H_{-\nu }^{(2)}(z)\sim {\sqrt {\frac {2}{\pi z}}}e^{-{\frac {i}{4}}(4z-2\pi \nu -\pi )}}, если {\displaystyle |z|\to \infty ,-2\pi <\arg z<\pi }.